# マルクス・クロディウス・プピエヌス・マクシムス
マルクス・クロディウス・プピエヌス・マクシムス（古典ラテン語：Marcus Clodius Pupienus Maximus, 178年頃? - 238年7月29日）は、六皇帝の年と称された238年にローマ帝国皇帝として即位した人物。なお、生年には164年頃や165年頃から170年頃など、諸説ある。
ゴルディアヌス1世らの死後に、元老院によってデキムス・カエリウス・カルウィヌス・バルビヌスと共同で擁立された。
バルビヌスはローマに留まり、プピエヌスはマクシミヌス・トラクスを追撃に出た。対立していたマクシミヌスが6月に兵士によって殺害され、マクシミヌス軍兵士もプピエヌスに投降したため、プピエヌスはローマに帰った。
その後2人はゲルマニアとパルティアへの遠征を計画したが、口論が絶えず、バルビヌスと激しく敵対したため、プラエトリアニによってバルビヌス共々殺害されて、遺体はティベリス川へ投げ込まれた。
プピエヌスの父母の名前は、マルクス・プピエヌス・マクシムス（140年頃 - ?）とクロディア・プルクラとされる。

## 子女
妻にセクスティア・ケテギッラがおり、2男1女を儲けた。
- ティベリウス（ティトゥス）・クロディウス・プピエヌス・プルケル・マクシムス（195年頃 - 224年/226年以降もしくは235年以後） - ティネイア（195年頃生誕）という女性と結婚し、ルキウス・クロディウス・ティネイウス・プピエヌス・バッシウス（220年 - 250年以後）を儲けた。ティネイアは皇帝マルクス・アウレリウス・アントニヌスに反乱を起こしたガイウス・アウィディウス・カッシウスの孫娘（カッシウスの次女にして末娘ウォルシア・ラオディケ（165年頃生誕）の娘）であり、カッシウスが初代皇帝アウグストゥスの雲孫（玄孫の玄孫）にあたるため、ティネイアはアウグストゥスの雲孫の孫、ルキウスはアウグストゥスの雲孫の曽孫ということになり、プピエヌス一族はユリウス＝クラウディウス朝一族の末裔と縁戚関係を結んだことになる。ルキウスの子孫は少なくとも5世紀の終わりから6世紀の始めまで存続した。
- マルクス・プピエヌス・アフリカヌス・マクシムス（200年頃 - 236年以後） - コルネリア・マルッリナ（205年頃生誕）と結婚。コルネリアはルキウス・コルネリウス・コッソニウス・スキピオ・サルウィディウス・オルフィトゥスの娘である。2人の間にはプピエナ・セクスティア・パウリナ・ケテギッラ（225年生誕）とプブリウス・プピエヌス・マクシムスの1男1女が生まれた。プピエナ・セクスティア・パウリナ・ケテギッラはマルクス・マエキウス・プロブスと結婚した。
- プピエナ・セクスティア・パウリナ・ケテギッラ - 兄弟マルクスの娘と同名